# أورلاندو سا
أورلاندو سا (بالبرتغالية: Orlando Carlos Braga de Sá) هو لاعب كرة قدم برتغالي في مركز الهجوم، ولد في 26 مايو 1988 في بارسيلوس في البرتغال. شارك مع منتخب البرتغال تحت 19 سنة لكرة القدم ومنتخب البرتغال تحت 20 سنة لكرة القدم ومنتخب البرتغال تحت 21 سنة لكرة القدم ومنتخب البرتغال لكرة القدم. أما مع النوادي، فقد لعب مع أيل ليماسول وسبورتينغ براغا وليغيا وارسو ونادي بورتو ونادي ريدنغ ونادي فولهام ونادي مكابي تل أبيب وناسيونال ماديرا.

## وصلات خارجية
- أورلاندو سا على موقع الاتحاد الأوربي (الإنجليزية)
- أورلاندو سا على موقع قاعدة بيانات كرة القدم.إي يو (الإنجليزية)
- أورلاندو سا على موقع ناشيونال فوتبول تيمز (الإنجليزية)
- أورلاندو سا على موقع Soccerbase.com (لاعب) (الإنجليزية)
- أورلاندو سا على موقع Soccerway.com (الإنجليزية)
- أورلاندو سا على موقع عالم كرة القدم.نت (الإنجليزية)
- أورلاندو سا على موقع AS.com (الإسبانية)